# 26549 Tankanran
26549 Tankanran è un asteroide della fascia principale. Scoperto nel 2000, presenta un'orbita caratterizzata da un semiasse maggiore pari a 2,2818392 UA e da un'eccentricità di 0,1959451, inclinata di 5,42028° rispetto all'eclittica.